# B-36和平締造者轟炸機
B-36和平締造者（英語：B-36 Peacemaker）是一款由康维尔为美国空军制造的超長程戰略轟炸機。B-36轰炸机创造了多项记录：它是历史上投入批量生产的最大型活塞引擎飞机，也是翼展最大（70米）的军用飞机，總計十具發動機數量使它成為至今為止最多引擎的飛機。它亦是第一款无需改装就可以挂载那时美国核武库内所有原子弹的轟炸机。以其9700公里的航程和33吨的最大载弹量，B-36成为了第一款能够执行洲际轰炸任务的轟炸機。
B-36在1948年投入使用，是當時美國戰略空軍司令部(SAC) 最主要的核武載具，直至1955年開始被波音B-52同溫層堡壘戰略轟炸機所取代為止，一共生產了384架。目前只有四架實機以博物館展示的形式被保存下來。

## 使用引擎
B-36的推進系統讓這型飛機成為一個非常獨特的存在。所有的B-36機型都裝置有六具Pratt & Whitney R-4360大型活塞式發動機。雖然安裝在原型機上的六具R-4360發動機聯合起來一共可提供18,000匹馬力（13 MW）的推力，但這對這架龐然大物來說仍不足夠——B-36早期型不但有著巡航速度過慢的問題，更需要很長的滑跑距離才足以起飛。這種情形一直到後期R-4360發動機推力增進之後（每具的出力增加到3,800匹馬力（2.8 MW））才獲得改善。

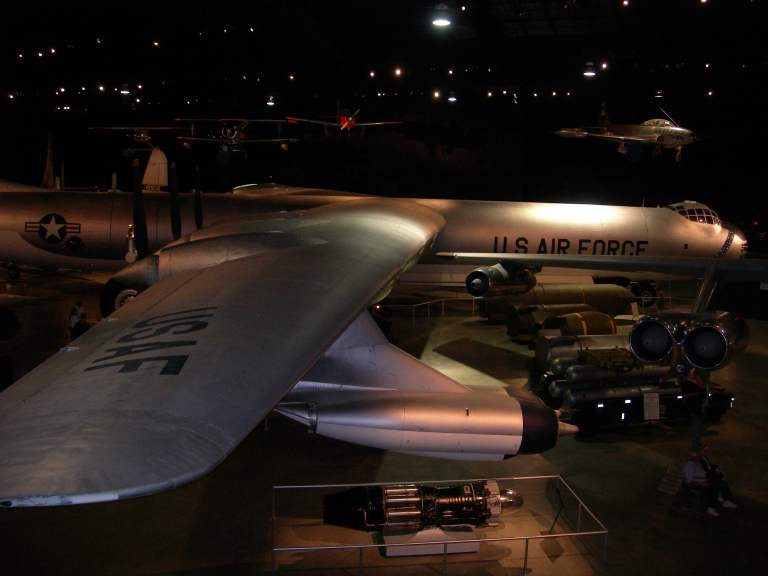
現存博物館的B36可見其加裝的噴射引擎

B-36發動機最為特別的一點便是它的推進式配置方式。發動機安置於主翼後側，每具R-4360發動機在主翼之後均安裝了巨大的三葉型螺旋槳（直徑5.8公尺）做為推進之用。這樣的設計可避免螺旋槳所產生的渦流干擾到正通過主翼的氣流，但它同時卻也導致通過發動機本體的氣流量不足，造成B-36系列一直擺脫不了的習慣性發動機過熱問題，並導致無數次的發動機飛行中起火事件。它巨大的螺旋槳在高空劃開空氣時所產生的噪音，在到達地面之時亦形成一種特殊的超低頻脈衝聲訊，這也導致B-36無法透過夜晚的黑暗來掩蔽它的行蹤。
自B-36D開始，康维爾在主翼靠近兩端處各加裝了兩具GE J-47-19型噴射發動機。在證明能有效提供額外的推力之後，所有已出廠的B-36B也都進行了這項改裝工程。此後，B-36上所安裝的發動機總數達到了10具之多，多過任何曾經量產過的飛機。所加裝的這兩具噴射發動機吊艙（裡面各裝有兩具J-47）確實十分有效的改善了B-36起飛時的效率，也大幅增加了它飛過目標上空時可以保持的空速；不過在一般的巡航任務之中，這两具發動機通常保持在關閉的狀態以節省燃料。如果B-36啟動了它全部10具的發動機，在短時間內它將可獲得40,000匹馬力的推進能力。

## 性能

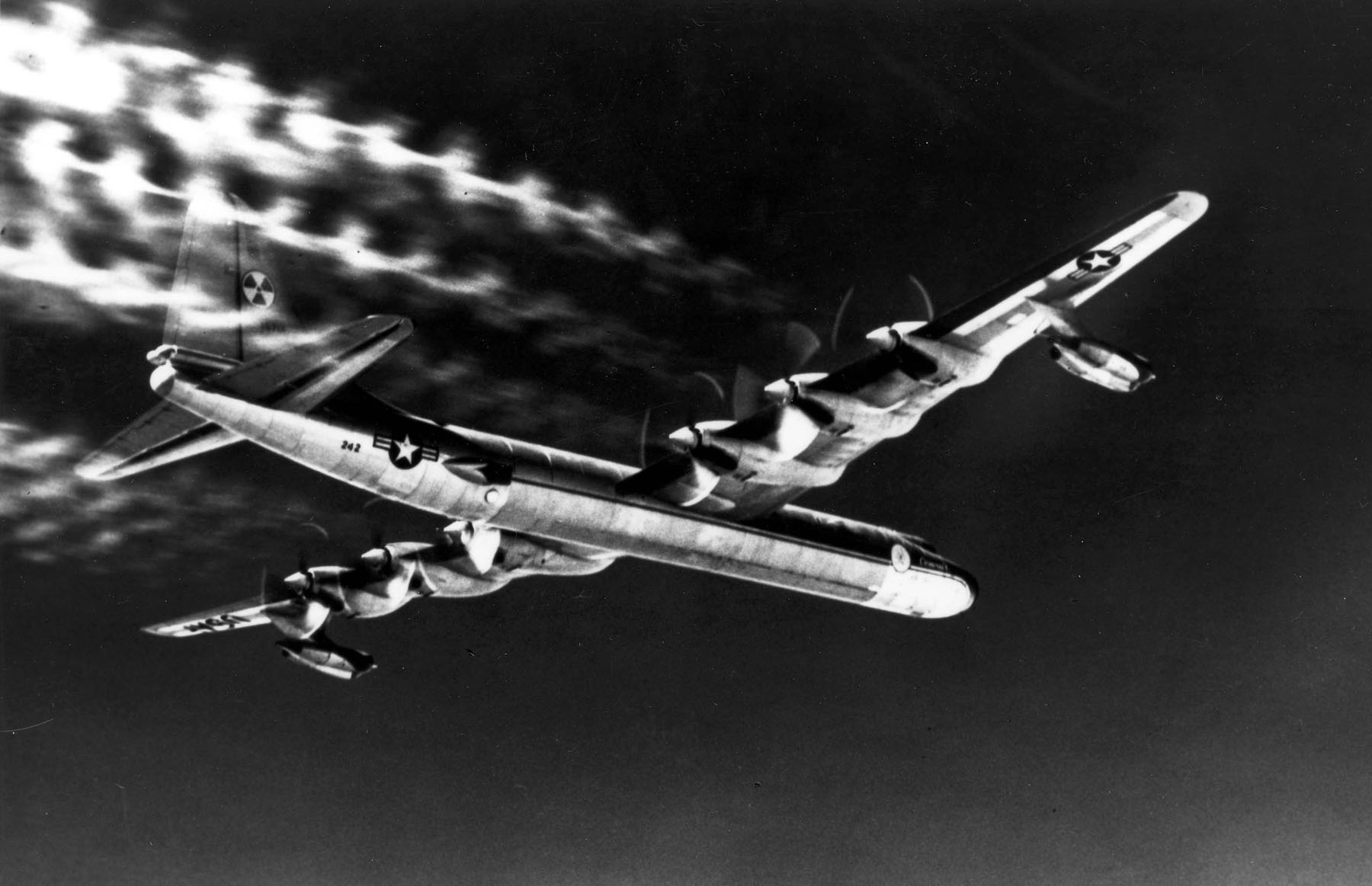
高空飛行的NB-36H

参考资料：美国空军国家博物馆
基本信息
- 机组：13

性能
武器

- 機槍：尾部遥控炮塔，装备兩門20公釐（0.787英吋）M24A1機砲[4]
- 炸彈：最大39,000 kg（86,000磅），常规32,700 kg（72,000磅）[4]

## 起落架

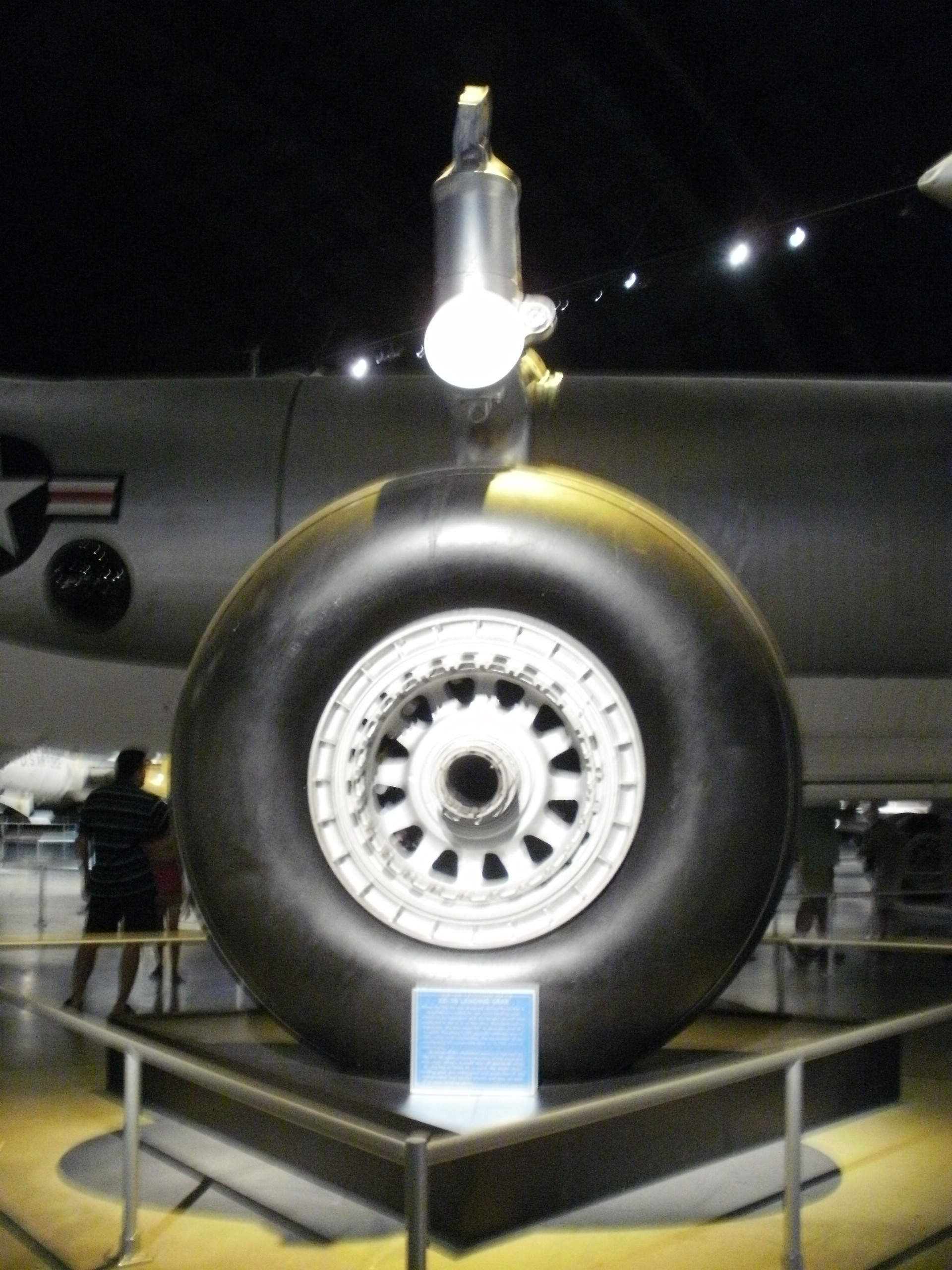
单轮主起落架，摄于美国空军国家博物馆

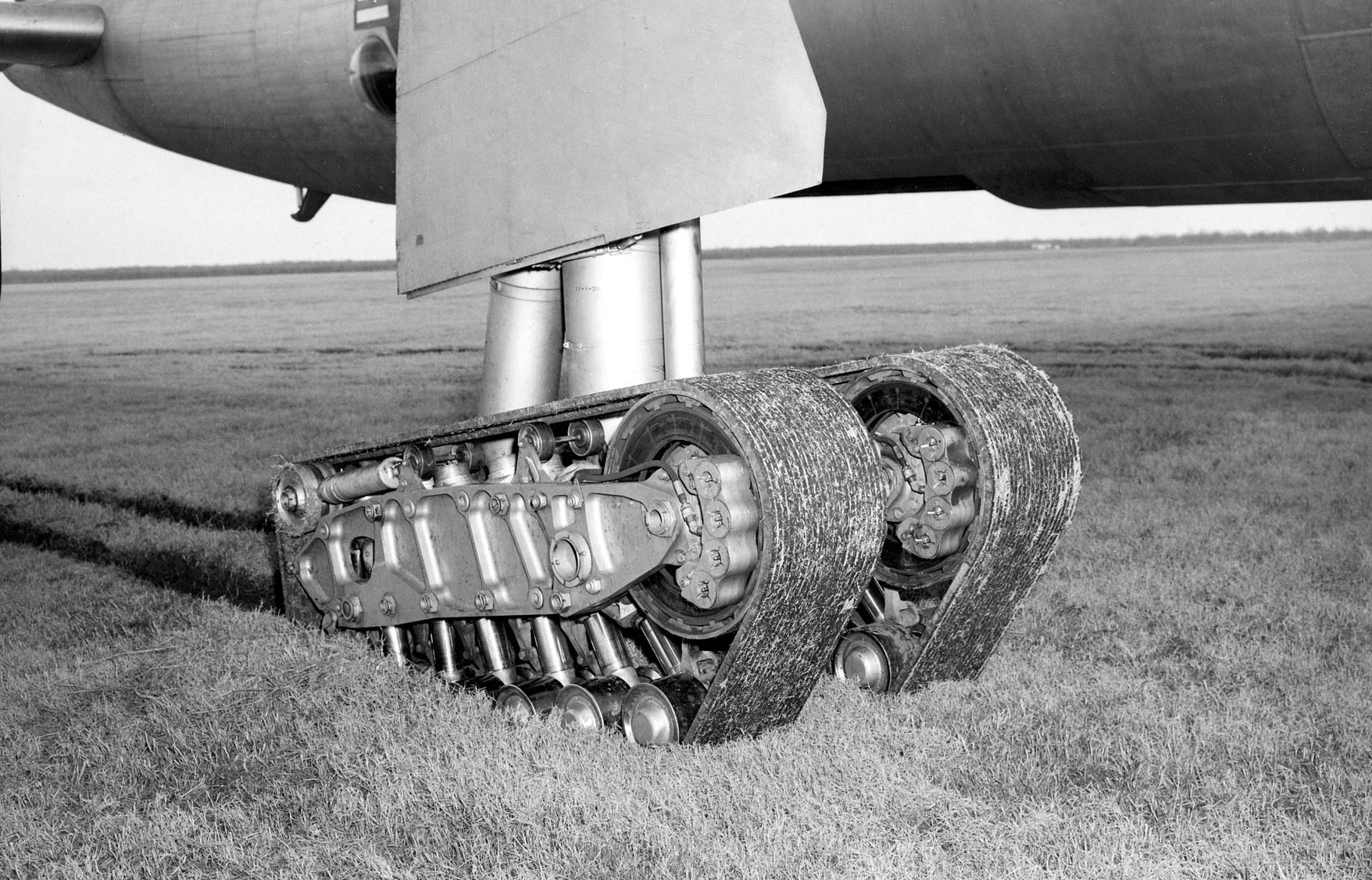
实验中跟踪的履带式起落架特写镜头

原型机XB-36之特色是采用一个单轮主起落架，其轮胎是那时制造过的最大轮胎
，高9英尺2英寸（2.79）、宽3英尺（91）、重1,320磅（600），所用橡胶足够用以制造60个汽车轮胎
。该轮胎会对跑道施加很大的压力，所以XB-36仅限在制造厂旁的沃思堡机场以及另两个美国空军基地降落。根据亨利·阿诺德将军的建议，单轮起落架很快被四轮轉向架所取代。有一次，XB-36上曾经尝试过使用一个类似坦克的履带式起落架，但结果证明它很重并且非常吵，因此这种起落架很快被放弃。